# 겟 카터 (2000년 영화)
《겟 카터》(Get Carter)는 미국에서 제작된 스티븐 T. 케이 감독의 2000년 액션 영화이다. 실베스터 스탤론 등이 주연으로 출연하였고 마크 캔턴 등이 제작에 참여하였다.

## 출연

### 주연
- 실베스터 스탤론
- 미란다 리차드슨

### 조연
- 레이첼 리 쿡
- 알란 커밍
- 미키 루크
- 마이클 케인
- 존 무어

## 기타
- 원작자: 테드 루이스
- 공동제작: 존 골드스톤
- 공동제작: 제임스 A. 홀트
- 협력프로듀서: 케빈 킹
- 미술: 찰스 우드
- 의상: 줄리 웨이스
- 배역: 스투어트 아이킨스